# حيدر أباد (دلفان)
حيدر أباد (بالفارسية: حیدرآباد) هي قرية تقع في قسم ايتيوند الشمالي الريفي (مقاطعة دلفان) في إيران. يقدر عدد سكانها بـ 128 نسمة.